# 麥氏倒棘鯒
麥氏倒棘鯒，又稱麥氏倒棘牛尾魚，為輻鰭魚綱鮋形目牛尾魚亞目牛尾魚科的其中一種，分布於中西太平洋的澳洲及新喀里多尼亞海域，棲息深度16-59公尺，屬底棲性魚類，體長可達14.6公分，屬肉食性，生活習性不明。

## 擴展閱讀
維基物種上的相關：麥氏倒棘鯒